# Bastard!!
Bastard!!: Ankoku no Hakaishin (バスタード!! 暗黒の破壊神 Bastard!! Ankoku no Hakai Kami?) es un manga creado e ilustrado por Kazushi Hagiwara. El manga contiene escenas de desnudo parcial, violencia y sangre por lo que es calificado para mayores de 15 años. Siendo su autor un amante del heavy metal, el manga es conocido por la pléyade de referencias (en los nombres de personajes, lugares o hechizos) a bandas como Metallica, Judas Priest, Iron Maiden, Whitesnake, Anthrax, Megadeth, Venom, Guns N' Roses, Accept, Def Leppard, Gamma Ray o Helloween. El manga se comenzó a publicar en el volumen #14 (1988) de la revista Shōnen Jump, pero después del volumen #36 en (1989) su publicación pasó a la revista Ultra Jump. El primer volumen de Bastard!! en japonés fue presentado en octubre de 1988. 
Una serie OVA de seis episodios de AIC fue lanzada entre el 25 de agosto de 1992 y el 25 de junio de 1993, pero esta a diferencia del manga fue clasificada sólo para adultos. Una adaptación de la serie de Liden Films se estrenó en todo el mundo en Netflix en 2022. Una segunda temporada se estrenó en 2023.

## Argumento
Han pasado 15 años desde aquel momento donde Dark Schneider junto a sus compañeros Gara, Karls y Arshes Nei trataran de conquistar el mundo, pero a pesar de haberse apoderado de casi todo el mundo, fueron derrotados por los guerreros y sacerdotes del reino de Metallicana y Dark Schneider fue encerrado por un sacerdote de nombre Geo en el cuerpo de un recién nacido de nombre Lushe Renren.
15 años después, los antiguos compañeros de Dark Schneider se reunieron nuevamente con el propósito de conquistar el mundo, pero esta vez no están liderados por Schneider, sino por un sacerdote de nombre Abigail.
Metallicana, uno de los cuatro reinos de Metallion, estaba siendo atacada y con la ausencia del rey parece no quedar esperanzas, pero el gran sacerdote Geo le pide a su hija Yoko algo muy arriesgado: que resucite a Schneider. La forma de resucitarlo era que Lushe, el hermanastro de Yoko, recibiera el beso de una sacerdotisa virgen. Yoko era virgen, y después de que Lushe recibiera el beso de Yoko, Schneider despierta y se le ve más cruel y malvado que antes, de forma que vence rápidamente a los enemigos del reino, pero al parecer ya no es el mismo ya que ha desarrollado un lado bueno. Después de enterarse de que sus antiguos compañeros planean resucitar a Anthrathrax, la antigua diosa de la destrucción, Schneider decide unirse al reino de Metallicana no por afán de justicia o sentido del bien, sino porque el amor de Lushe por Yoko es tan grande que ha contagiado a Schneider, quien se ha enamorado de ella y se ha fijado como meta su protección y una futura relación con ella.

## Personajes
Dark Schneider (ダーク・シュナイダー?)
 Seiyū: Kazuki Yao (OVA), Daran Norris (Inglés), Kishō Taniyama
Fue el maestro de Karls y Arshes a los que enseñó el poder de la magia. Schneider no puede separarse del cuerpo de Lushe Renren, solo aparece cuando Yoko le da un beso y luego después de un tiempo vuelve a ser Lushe. Posee más de 400 años de edad y según se sabe es el único sobreviviente a la guerra que acabó con la humanidad. Por ello, conoce hechizos perdidos en el tiempo y conoce la verdadera naturaleza de Anthrathrax, a quien se refiere como un destartalado trasto del mundo antiguo. Según se sabe, su destino está ligado al de Anthrathrax, lo que es posible observar cuando este muere para salvar a Arches Nei, pero su cuerpo resucita y se regenera espontáneamente al sentir el despertar de la diosa de la destrucción. Eso ocurre porque es un ser de la oscuridad, y por tanto consigue poder gracias a que Anthrathrax también lo consigue. Su nombre es una referencia a Udo Dirkschneider, fundador de Accept (siendo el nombre de esta banda el del hechizo que le libera). No obstante, dado su aspecto físico y actitud promiscua, puede existir una segunda referencia a Dee Snyder de Twisted Sister.
Tia Noto Yoko (ティア・ノート・ヨーコ Tia Nōto Yōko?)
 Seiyū: Yuka Koyama (OVA), Wendee Lee (Inglés), Tomori Kusunoki
Es la hija del gran sacerdote de Metallicana y fue la que rompió el hechizo de Dark Schneider. Desempeña un papel importante en la vida de Schneider, ya que los sentimientos de Rushe Ren Ren hacia Yoko influyeron en él y es por ello que la ama y se vuelve una fiera cuando tratan de dañarla. Es la hija de Geo, quien encerró originalmente a Dark Schneider. A pesar de parecer una muchacha frágil es muy fuerte y posee dominio sobre la magia de los sacerdotes. Además, sus golpes son lo suficientemente fuertes como para que Dark Schneider se refiera a ella como la única persona a la que teme.
Gara (ガラ Gara?)
 Seiyū: Tesshō Genda (OVA), Hiroki Yasumoto
Es un maestro ninja y uno de los primeros Shitenno de Dark Schneider. Originalmente fue guerrero de un reino que fue atacado por Dark Schneider, a quien conoció cuando intentó asesinarlo; en aquella ocasión se dio cuenta de que el sueño de una tierra en paz era más cercano al lado del hechicero, por lo que se unió a él, recibiendo una katana demoníaca como regalo.
Arshes Nei (アーシェス・ネイ?)
 Seiyū: Rei Sakuma (OVA), Yōko Hikasa
Es una mestiza entre humana y elfo negro. Fue adoptada por Dark Schneider cuando era pequeña y luego pasó a convertirse en su amante ya que ama a Schneider al que suele llamar cariñosamente Darshu. Su espada controla la electricidad y en su interior habita un Nue; esta arma es la gemela de la espada del fuego de Dark Schneider y el némesis del Ifrit que sirve a Dark Schneider. Su nombre puede ser una referencia a Whitesnake y/o al grupo japonés Earthshaker.
Kall-Su (カル＝ス?)
 Seiyū: Toshihiko Seki (OVA), Kenshō Ono
Antiguo aliado y discípulo de Dark Schneider, poseído por el espíritu de Anthrathrax quien quiere encontrar los cuatro sellos que mantienen encerrada a la diosa para liberarla y así poder dominar al mundo. Su nombre es una referencia a Kal Swan de las bandas Lion y Bad Moon Rising.
Abigail (アビゲイル?)
 Seiyū: Tomokazu Sugita
Utiliza la magia negra y es el sacerdote aliado a Karls. Él también está poseído por el espíritu maligno de Anthrathrax. Su nombre proviene del álbum clásico de King Diamond, Abigail.
Lars/Rarz (ラーズ?)
 Seiyū: Yoshitsugu Matsuoka
Es el príncipe del reino Metallicana. Se dice que es el guerrero más grande de Metallicana, debido a que tiene la capacidad de matar ejércitos de miles sin ayuda. Una parte de su poder proviene de la "sangre de dragones" que fluye por sus venas, lo que le otorga mayor vigor, poder y velocidad, así como la capacidad de usar el "Ki" o poder espiritual del dragón para sus ataques. Maneja la espada de dragón "Heavy Metal", una hoja translúcida con un poder de ataque monstruoso, que se vuelve aún más letal ya que absorbe el "ki" de los dragones para aumentar su fuerza destructiva. Su nombre es una referencia a Lars Ulrich de Metallica.
Bon Jovina (ボン・ジョヴィーナ?)
Nombrado en honor al artista Jon Bon Jovi, Bon Jovina es el desafortunado Capitán de la Guardia de Metallicana. Los enemigos lo aplastan constantemente, pero parece ser bastante duradero, porque sobrevive al ser aplastado por una hidra, golpeado por un minotauro con un martillo de guerra gigante, aplastado por dos paredes y atravesado por la Espada del Huracán. No le gusta mucho Dark Schneider, pero es muy leal a la princesa.
Sheila Tuel Meta-Ilicana ({{{2}}}?)
 Seiyū: Nao Tōyama
Princesa de Metallicana y hermana de Lars, es fuerte y decidida, pero solo algo mágicamente poderosa. Ha sido cautivada por los encantos de Dark Schneider, llegando incluso a admitir que lo "ama".
Geo Noto Soto (ジオ・ノート・ソート Jio Nōto Sōto?)
Es el gran sacerdote de Metallicana, padre de Yoko y encerró a Dark Schneider en el cuerpo de Lushe cuando fue derrotado en la guerra de los golems. Su nombre parece ser una referencia a Jeff Scott Soto, ex cantante de Yngwie Malmsteen.
Sean Ari (シーン・ハリ?)
 Seiyū: Ari Ozawa
Una huérfana de guerra que probablemente fue criada y educada en Alta Magia Antigua por Arshes Nei, empleando talismanes para ayudarla y convirtiéndose en uno de los tres Hechiceros Generales bajo el mando de Arshes. Su nombre es una referencia al exvocalista de Diamond Head, Sean Harris.
Kai Harn (カイ・ハーン?)
 Seiyū: Shizuka Itō
Una mago-guerrero, la segunda Hechicero General. Ella es una maestra del antiguo estilo Hariken de esgrima y magia olvidada, y su habilidad mágica es mayor que la de Sean. Su nombre es una referencia a Kai Hansen, fundador de Helloween y de Gamma Ray.
Di-Amon (ダイ＝アモン?)
 Seiyū: Takehito Koyasu
El tercer Hechicero General, un mago que se convirtió en vampiro antes de unirse al ejército oscuro. Su nombre es una referencia al vocalista King Diamond.
Lushe Renren (ルーシェ・レンレン?)
 Seiyū: Kanae Itō
Es el hermanastro de Yoko y lleva a Dark Schneider encerrado en su cuerpo. En la parte del manga, la diosa de la destrucción de las tinieblas se revela que es el príncipe Lucifer el ángel caído, que viene a salvar la humanidad del apocalipsis.

## Arcos de la historia
| Arco                     | Capítulos | Volúmenes | Revista                                             |
| ------------------------ | --------- | --------- | --------------------------------------------------- |
| 1. The Dark Rebel Armies | 1–70      | 1–8       | Weekly Shōnen Jump                                  |
| 2. Hell's Requiem        | 71–82     | 8–12      | Jump Giga                                           |
| 3. Crimes & Punishment   | 83–100    | 13–18     | Jump Giga                                           |
| 4. Immoral Laws          | 101–134   | 19–26     | Weekly Shōnen Jump (#101–124) Ultra Jump (#125–134) |
| 5. The Tomb of Spells    | 135–?     | 27–?      | Ultra Jump                                          |

## Contenido de la obra

### Manga
Bastard!! está escrito e ilustrado por Kazushi Hagiwara. La serie comenzó en el Weekly Shōnen Jump de Shueisha el 14 de marzo de 1988 y se publicó regularmente en la revista hasta el 21 de agosto de 1989. El primer volumen de tankōbon se publicó el 10 de agosto de 1988. Luego, la serie se cambió a la revista trimestral Weekly Shōnen Jump Specials, donde se publicó de manera irregular. Más tarde se publicó de nuevo en Weekly Shōnen Jump, de forma "mensual" irregular, de 1997 a 2000. La serie se transfirió a la revista de manga seinen Ultra Jump, a partir del 19 de diciembre de 2000. El manga se publica en la revista en una periodicidad irregular. Su último capítulo fue publicado el 19 de mayo de 2010. Se han publicado veintisiete volúmenes hasta marzo de 2012. Shueisha relanzó la serie en una nueva edición similar a kanzenban, titulada Bastard!! Complete Edition, que actualiza el estilo artístico de Hagiwara, mejora sus fondos e incluye el rediseño de algunos personajes. Los volúmenes se publicaron desde diciembre de 2000 hasta diciembre de 2009. En 2014, Shueisha lanzó una edición bunkoban de nueve volúmenes publicada de mayo a septiembre.
En España la licencia de este manga se encuentra en manos de Planeta DeAgostini. A día de hoy, ha llegado a publicar hasta el tomo 27, pero en el 2012 empezaron a publicar una nueva edición de lujo.

##### Lista de volúmenes
| Volúmenes de manga publicados | Volúmenes de manga publicados | Volúmenes de manga publicados |
| Número                        | Fecha de lanzamiento          | ISBN                          |
| ----------------------------- | ----------------------------- | ----------------------------- |
| 1                             | 10 de agosto de 1988          | ISBN 978-4-08-871063-1        |
| 2                             | 10 de noviembre de 1988       | ISBN 978-4-08-871064-8        |
| 3                             | 10 de enero de 1989           | ISBN 978-4-08-871065-5        |
| 4                             | 10 de marzo de 1989           | ISBN 978-4-08-871066-2        |
| 5                             | 10 de mayo de 1989            | ISBN 978-4-08-871067-9        |
| 6                             | 8 de septiembre de 1989       | ISBN 978-4-08-871068-6        |
| 7                             | 10 de noviembre de 1989       | ISBN 978-4-08-871069-3        |
| 8                             | 8 de junio de 1990            | ISBN 978-4-08-871070-9        |
| 9                             | 9 de noviembre de 1990        | ISBN 978-4-08-871831-6        |
| 10                            | 10 de julio de 1991           | ISBN 978-4-08-871832-3        |
| 11                            | 10 de febrero de 1992         | ISBN 978-4-08-871833-0        |
| 12                            | 3 de julio de 1992            | ISBN 978-4-08-871834-7        |
| 13                            | 4 de marzo de 1993            | ISBN 978-4-08-871835-4        |
| 14                            | 4 de octubre de 1993          | ISBN 978-4-08-871836-1        |
| 15                            | 3 de junio de 1994            | ISBN 978-4-08-871837-8        |
| 16                            | 3 de marzo de 1995            | ISBN 978-4-08-871838-5        |
| 17                            | 10 de mayo de 1996            | ISBN 978-4-08-872241-2        |
| 18                            | 1 de noviembre de 1996        | ISBN 978-4-08-872242-9        |
| 19                            | 4 de marzo de 1998            | ISBN 978-4-08-872243-6        |
| 20                            | 3 de diciembre de 1998        | ISBN 978-4-08-872651-9        |
| 21                            | 3 de septiembre de 1999       | ISBN 978-4-08-872759-2        |
| 22                            | 4 de junio de 2001            | ISBN 978-4-08-873131-5        |
| 23                            | 30 de abril de 2004           | ISBN 978-4-08-873563-4        |
| 24                            | 4 de julio de 2006            | ISBN 978-4-08-873877-2        |
| 25                            | 4 de abril de 2008            | ISBN 978-4-08-874492-6        |
| 26                            | 4 de junio de 2009            | ISBN 978-4-08-874672-2        |
| 27                            | 19 de marzo de 2012           | ISBN 978-4-08-870171-4        |

### Anime

#### OVA
Una serie OVA de seis episodios de AIC fue lanzada entre el 25 de agosto de 1992 y el 25 de junio de 1993. La OVA cubre la historia a través de la batalla de los Cuatro Señores del Havoc contra Abigail (volúmenes 6-7 del manga).

##### Lista de episodios
| # | Título                                                                                        | Estreno                 |
| - | --------------------------------------------------------------------------------------------- | ----------------------- |
| 1 | «Hechicero del fuego explosivo» «Bakuen no majutsuchi» (爆炎の魔術師)                         | 25 de agosto de 1992    |
| 2 | «Demonio de fuego Efrit» «Kaen majin Efrit» (火炎魔神イーフリート)                            | 25 de octubre de 1992   |
| 3 | «Maestro ninja Gara» «Ninja master Gara» (ニンジャマスター・ガラ)                             | 10 de diciembre de 1992 |
| 4 | «Rey Inmortal Di-Amon» «Fushiō Dai Amon» (不死王 ダイ・アモン)                                | 25 de febrero de 1993   |
| 5 | «Emperadora del trueno Arshes Nei» «Raitei Arshes Nei» (雷帝アーシェス・ネイ)                 | 25 de abril de 1993     |
| 6 | «La Resurrección de Dark Schneider» «Fukkatsu no Dark Schneider» (復活のダーク・シュナイダー) | 25 de junio de 1993     |

#### ONA
Bastard!! es una serie original de animación de internet (ONA) de 2022 basada en la serie del manga de Kazushi Hagiwara del mismo nombre. La serie, producida por Liden Films, se anunció el 3 de febrero de 2022.
La serie está dirigida por Takaharu Ozaki, con guiones escritos por Yōsuke Kuroda, diseños de personajes de Sayaka Ono y música compuesta por Yasuharu Takanashi. Los primeros 13 episodios se estrenaron a nivel mundial en Netflix el 30 de junio de 2022, mientras que los 11 episodios restantes se lanzaron el 15 de septiembre del mismo año.
Coldrain interpreta el tema de apertura de la serie "Bloody Power Fame", mientras que Tielle interpretará el tema de cierre "Blessless". En Japón, la serie ONA comenzó una transmisión televisada en BS11 el 11 de enero de 2023.
Una segunda temporada fue anunciada el 9 de enero de 2023. Se estrenó en Netflix el 31 de julio de 2023 y consta de 15 episodios.
El tema de apertura es "New Dawn" de Coldrain, mientras que el tema de cierre es "La Muse Perdue" de Tielle.
La primera temporada de la serie se lanzará en formato Blu-ray en América del Norte por Sentai Filmworks el 21 de enero de 2025.

### Videojuegos
En 1994, se lanzó un juego de lucha en 3D de Bastard!! para Super Famicom. Un videojuego de rol con elementos de lucha por turnos, titulado Bastard!! -Utsuro Naru Kamigami no Utsuwa- (BASTARD!! -虚ろなる神々の器-?), fue lanzado para PlayStation el 27 de diciembre de 1996.
Un juego de plataformas MMOG llamado Bastard!! Online también fue desarrollado por la editorial japonesa Tecmo y el desarrollador de software Shaft. Se lanzó una beta en 2006; sin embargo, Tecmo anunció que había cancelado su desarrollo en diciembre de 2009.

## Recepción
Bastard!! es una de las series de manga más vendidas de todos los tiempos de Shueisha, con más de 30 millones de copias vendidas en 2008.